# Art Popular
Art Popular ist eine brasilianische Pagode-Gruppe aus São Paulo.

## Werdegang
Art Popular wurde Anfang der 1990er Jahre im nördlichen Teil von São Paulo gegründet. Acht Jahre lang spielte Art Popular in den Bars und Musikkneipen der Stadt, bis sie 1993 ihre erste LP hervorbrachten, von der sich 170.000 Stück verkaufen ließen. Nachdem Art Popular bei EMI einen Plattenvertrag unterschrieb, nahmen sie 1995 die zweite CD "Nova Era", mit den Hits "Valeu Demais", "Bom-Bocado" und "Iraê" auf, die mit der Goldenen und Silbernen Schallplatte ausgezeichnet wurde. In ihrem vierten Werk Sambapopbrasil (Verkaufszahl: 800.000) von 1997, verarbeiteten sie zunehmend elektronischen Einflüsse. Der daraus entstammende Song "No paraíso, Eu e você" ist der Música Sertaneja zuzurechnen. Sambapopbrasil 2 nahmen sie zusammen mit den US-amerikanischen Sängern Take 6 und Billy Paul auf. Beim Acústico MTV 200 traten sie zusammen mit Jorge Ben Jor und Ebony Vox auf. 2003 kam es auf dem Flughafen Santos Dumont von Rio de Janeiro zu einem Zwischenfall mit der Gruppe LS Jack, welche die Musiker aus São Paulo abfällig als „Schwarze“ und „Paulistas“ diffamierten, was in einer Schlägerei mit mehreren Verletzten endete.

## Musiker
Die Band wurde vom Sänger Leandro Lehart (Paulo Leandro Fernandes Soares, * 25. Januar 1972) und Sänger, Komponist und Produzent Márcio Art (Márcio Ferreira Lisboa, * 1. März 1967) gegründet. Weitere Musiker sind Denilson Pimpolho (Claudnilson da Silva Franco, * 1. September 1968) Tantã-Trommel, Tcharlinho (Douglas José dos Santos, * 4. November 1969) Pandeiro, Evandro (Evandro Fernandes Soares, * 14. September 1965) Repique de Mão und Malli (Marcelo de Lima Oliveira, * 23. Oktober 1968) Perkussion. Leandro Lehart verließ die Gruppe 2001, um eine Solo-CD aufzunehmen, kehrte 2003 zurück, um sich 2005 endgültig von Art Popular zu trennen. Von 2006 bis 2008 spielte Pelezinho (Wilson Paes) Cavaquinho, Gitarre und sang im Hintergrund. Er wurde von Pedrinho Black, dem Gewinner einer brasilianischen Talentshow, ersetzt.

## Besetzung
- Denilson Pimpolho
- Evandro Soares
- Marcelo Malli
- Márcio Art
- Pedrinho Blak
- Tcharlinho

## Diskografie
- O Canto da Razão (1993)
- Nova Era (1995)
- Temporal (1996)
- Samba de Natal[3]  (1996)
- Sambapopbrasil (1997)
- Sambapopbrasil II (1998)
- Acústico MTV (2000)
- Para Sempre: Art Popular (2000)
- Art Popular (2001)
- Série Identidade: Art Popular (2002)
- Planeta Pagode (2002)
- Ao Vivo: Sem Abuso (2003)
- Série Bis: Art Popular (2004)
- Ao Vivo: Sem Abuso e Amigos (2005)
- Authentico (2006)
- O Canto da Razão - Ao Vivo (2008)
- Tô na boa (2009)